# Arpádovci
Arpádovci (maďarsky Árpádok nebo Árpád-ház) byli původní uherskou panovnickou (od roku 1000 královskou) dynastií, která vládla od počátků uherského státu (9. století) až do roku 1301, kdy zemřel její poslední mužský příslušník Ondřej III. Díky mnoha sňatkům arpádovských princezen do jiných evropských rodů však i téměř všichni následující uherští panovníci měli Arpádovce mezi svými předky a potomci dynastie žijí mezi evropskou aristokracií dodnes.
Oblíbená jména používaná mezi arpádovskými králi byla Štěpán (István, 5×), Béla (4×), Ladislav (László, 4×), Ondřej (András/Endre, 3×) a Gejza (Géza, 2×). Je zajímavostí, že prostřednictvím všech králů jménem Gejza a Béla hlavní dynastická linie vždy pokračovala, zatímco linie všech Štěpánů a Ladislavů končí slepě.

## Původ rodu

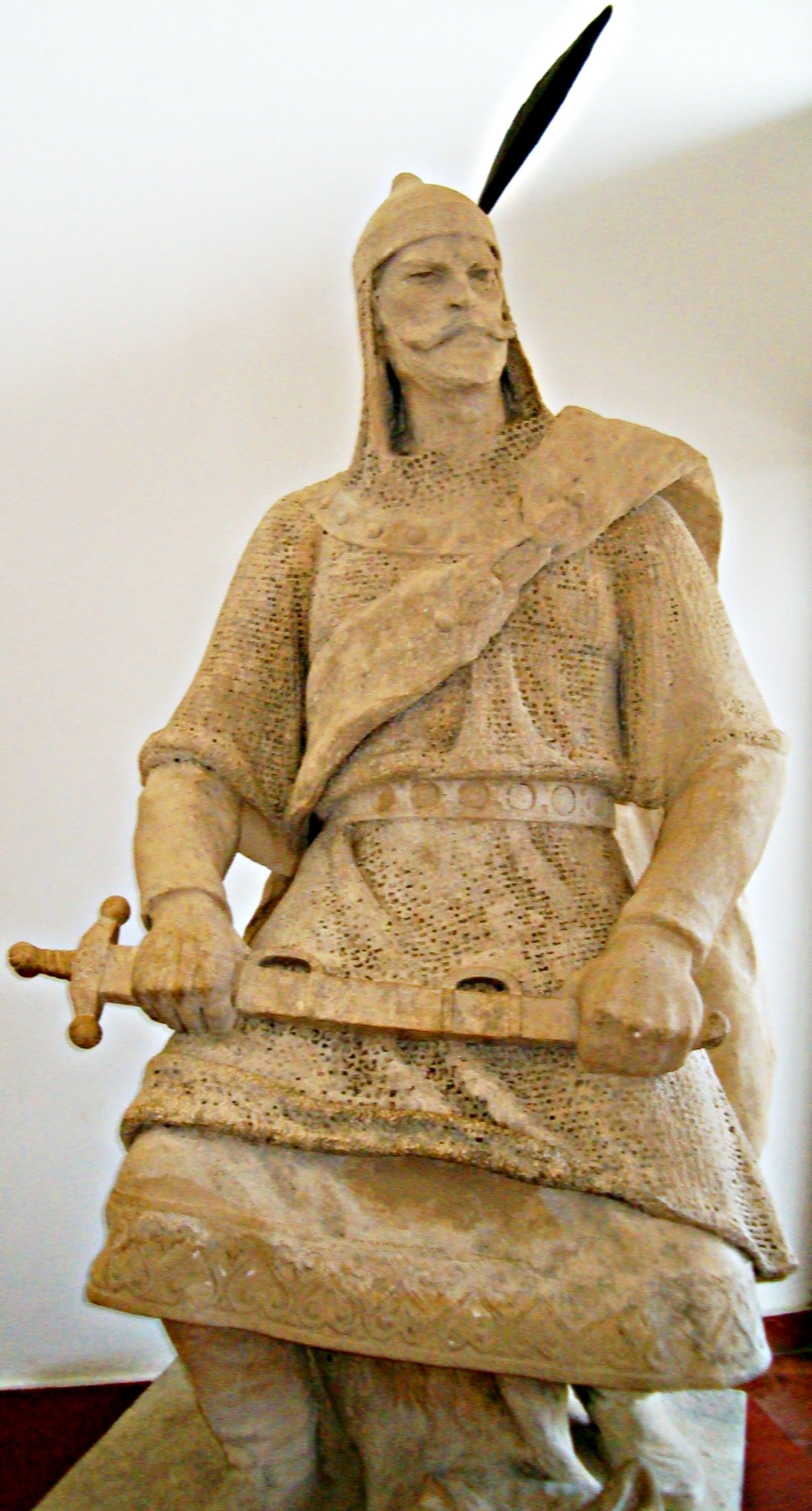
Náčelník Arpád

Ačkoliv se dynastie nazývá podle maďarského náčelníka Arpáda († 907), jejím prvním doloženým členem je jeho otec, veliký kníže Almoš (kolem 820 – kolem 895). Podle legendy byl Almoš synem mytického Turula, pročež se dynastie (zřídka) označuje i jako turulská. Almoš se synem Arpádem koncem 9. století vedli kočující maďarské kmeny do Panonské nížiny, zatlačeni sem nájezdy kočovných Turků (Pečeněhů) na jejich dosavadní území na dnešní Ukrajině (tzv. Etelköz, 'meziříčí').
Některé středověké zdroje také praví, že Arpádovým předkem byl Attila, vůdce hunských nájezdů na Evropu, resp. že sám Arpád se považoval za Attilova potomka.

## Název
Samotný název dynastie „Arpádovci“ je až pozdějšího původu, poprvé se pro označení dynastie Arpádovců objevuje v 18. století.

## Dějiny rodu 9.–10. století
Při cestě přes Karpaty Almoš zemřel (je možné, že se jednalo o rituální oběť) a vládu převzal jeho syn Arpád. Na přelomu 9. a 10. století Maďaři obsadili Karpatskou kotlinu a poté začali podnikat válečné a loupeživé nájezdy na okolní území. Někdy v době, kdy rozvrátili Velkomoravskou říši (asi 907), Arpád zemřel a post velkého knížete zaujal jeho syn Zoltán († nejpozději 950). Maďarské výboje vedly na západ, na území dnešní Itálie, Německa, Francie nebo Španělska, i na jih na území Byzance. Roku 917 začali konat nájezdy do několika zemí současně, což byl možná důvod rozpadu jejich kmenové federace. V zemi tak nadále existovalo tři až pět kmenových svazů a pouze jednomu z nich vládli Arpádovci.
Okolo roku 950 je jako vládce zmiňován Fajs, Arpádův vnuk. Asi za jeho vlády utrpěli Maďaři velkou porážku od římského krále Oty I. v bitvě na Lechu (955). Po ní, za vlády Zoltánova syna Takšoně († před 972), Maďaři pokračovali ve výpadech už jen směrem na Balkán a kolem roku 970 jich zanechali zcela a definitivně se usadili v Karpatské kotlině.
Zatímco Takšoň volil spíše izolacionistickou politiku, jeho syn Gejza (kolem 940 – 997) se už snažil s okolními státy navázat normální vztahy, např. poslal vyslance k Otovi I. (973). Roku 972 se nechal i se svou rodinou pokřtít, a přestože se sám přesvědčeným křesťanem nikdy nestal, za jeho vlády se křesťanství začalo mezi Maďary šířit. Gejza rozšířil svou moc na územích západně od Dunaje a Hronu, ale značná část Karpatské kotliny zůstávala v moci lokálních kmenových náčelníků.
Po Gejzovi nastoupil roku 997 jeho syn Vajk, pokřtěný jako Štěpán. Musel uhájit své právo na vládu před svým (asi) příbuzným Kopáněm, který si činil vlastní nárok na základě seniorátu. Štěpán zvítězil díky podpoře družiny jeho německé manželky Gisely Bavorské, sestry budoucího římského krále Jindřicha II.

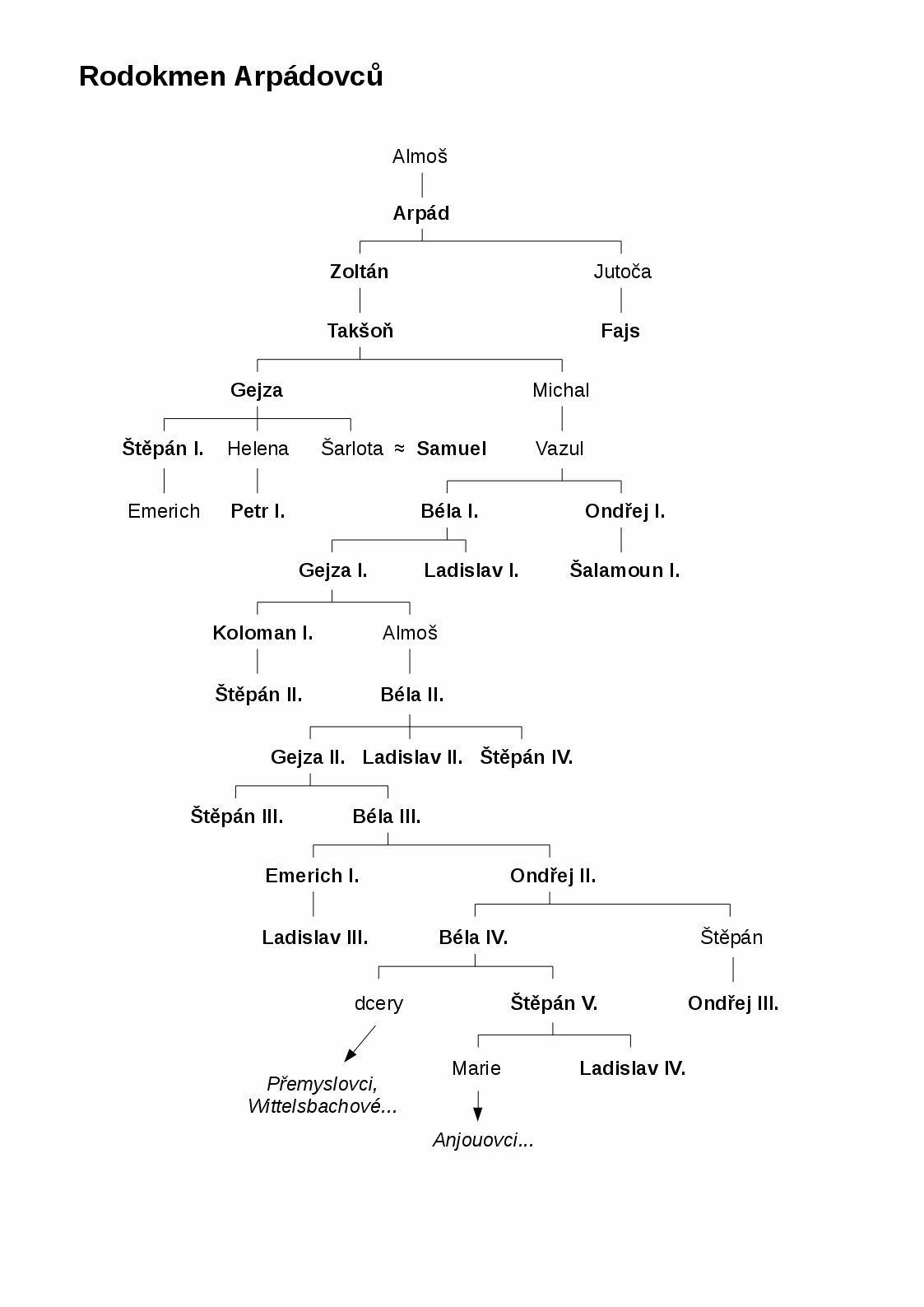
Rodokmen Arpádovců

## 11. století
Díky strategickému významu své země a dobrým vztahům s římským králem Otou III. a s papežem Silvestrem II. dosáhl Štěpán povýšení maďarského knížectví na království a své vlastní korunovace. Došlo k tomu 25. prosince 1000 nebo 1. ledna 1001 a odsud se datuje existence uherského království (pojmy „uherský“ a „maďarský“ tehdy splývaly). Záhy poté bylo zřízeno také arcibiskupství v Ostřihomi. Do roku 1030 král Štěpán I. sjednotil pod svou vládou celou Karpatskou kotlinu, a stal se tak skutečným zakladatelem uherského státu. Zavedl správní členění na župy (platné v Maďarsku v zásadě dodnes) a zřídil novou církevní organizaci se dvěma arcibiskupy (v Ostřihomi a v Kaloči) a několika biskupy.
Když Štěpánův jediný syn Emerich zemřel při lovu (2. září 1031), panovník ustanovil svým nástupcem svého synovce Petra Orseola, syna své sestry Marie a benátského dóžete Oty Orseola. To vyvolalo hněv u Štěpánova bratrance Vazula, který byl ovšem v té době uvězněný v Nitře. Po Štěpánově smrti (15. srpna 1038) bylo Petrovo následnické právo napadeno stařešinou Samuelem z rodu Aba. Král Petr upřednostňoval německé a italské dvořany, čímž proti sobě popudil domácí šlechtice, kteří ho nakonec roku 1041 svrhli a králem zvolili Samuela. Petr našel zastání v německé říši a roku 1044 Samuela Abu za podpory Jindřicha III. porazil a opět se chopil vlády. V roce 1046 byl však znovu svržen pohanskými povstalci, zajat a zabit či vyhnán (není jisté).
Králem se stal Ondřej I. (vládl 1046–1060), Vazulův syn a Takšoňův pravnuk v mužské linii (a na rozdíl od Petra i Samuela tedy přímý Arpádovec), který do té doby žil ve vyhnanství v Kyjevské Rusi. Podařilo se mu zpacifikovat rebely a obnovit pozici křesťanství v zemi. V roce 1048 pozval svého mladšího bratra Bélu a uložil mu do správy třetinu království (tzv. Tercia pars regni anebo „vévodství“). Tato tradice rozdělení správy mezi více členů dynastie (připomínající i přemyslovská údělná knížectví) se udržela až do 13. století. Nešlo nicméně o souvislé provincie, ale o roztroušená území se dvěma nebo třemi středisky. Vládci těchto „vévodství“ obvykle uznávali nadřazenost krále, ale někdy se proti němu bouřili nebo hledali spojenectví s okolními zeměmi.
Ještě za svého života nechal Ondřej I. korunovat svého syna Šalamouna, aby zajistil jeho následnictví, které ovšem odporovalo dosud mezi Arpádovci uznávanému seniorátu. Po Ondřejově smrti skutečně Šalamounův nárok odmítl jeho strýc Béla I. a sám se stal králem (1060–1063). Pak teprve dosáhl koruny Šalamoun I. (1063–1074), ale po celou dobu bojoval o vládu se svými bratranci, Bélovými syny a vévody Gejzou, Ladislavem a Lampertem. Nakonec byl poražen a králem se stal Gejza I. (1074–1077), po jehož smrti se prosadil jeho bratr Ladislav I. (1077–1095), který donutil Šalamouna, dosud vládnoucího v některých oblastech na západě země, k plné abdikaci.
Král Ladislav zaznamenal několik významných úspěchů: dosáhl u Říma kanonizace Štěpána I. a jeho syna Emericha (20. srpna 1083), a roku 1091 si podmanil sousední Chorvatsko. Novou provincii svěřil do správy svému synovci Almošovi. Po Ladislavově smrti byl králem prohlášen jeho starší synovec Koloman (1095–1116), který roku 1097 porazil v Chorvatsku povstání Petra Snačiće a vtáhl až do Dalmácie.

## 12. století
Roku 1102 dosáhl král Koloman u chorvatské šlechty definitivního uznání unie s Uherskem, která přetrvala dalších osm staletí. Na domácí scéně však neustále čelil intrikám a spikleneckým pokusům svého bratra Almoše, kterému za trest roku 1107 odňal jeho vévodství a pak ho okolo roku 1114 dal i s jeho nejstarším synem Bélou oslepit, aby je zbavil nadějí na trůn. Následnictví tak zajistil pro svého syna Štěpána II. (1116–1131), který ale zemřel bez mužských potomků, takže jeho nástupcem byl prohlášen jeho synovec Šavel. Almošův syn Béla se však i přes svou slepotu dokázal prosadit a stal se králem Bélou II. (1131–1141). Za své vlády svou pozici ještě posílil poražením Kolomanova údajného syna Borise. Začal také okupovat některá území v Bosně a dobytá území svěřil svému synu Ladislavovi.
Jeho nástupcem byl zvolen jeho další syn Gejza II. (1141–1162). S manželkou Eufrozinou Kyjevskou zplodili dva budoucí krále a také princezny Alžbětu a Helenu, jejichž potomci zajistili rozšíření arpádovské krve mj. do hlavních linií rodu Wittelsbachů, Babenberků a Wettinů (mezi jejichž větve patří i dosud vládnoucí dynastie britská nebo belgická). Po smrti Gejzy vládl jeho syn Štěpán III. (1162–1173), který musel bránit svou pozici na trůně před strýci Ladislavem II. (1162–63) a Štěpánem IV. (1163–65), který se pokoušel dobýt trůn i za pomoci Byzantské říše. K tomu ještě sám císař Manuel I. Komnenos obsadil území na jihu země pod záminkou, že na jeho dvoře žije králův bratr Béla.
Po smrti Štěpána III. byl zvolen králem právě jeho bratr Béla III. (1173–1196), který musel za účelem ochrany své pozice uvěznit svého bratra Gejzu. Bélovi III. se dostalo vzdělání v Byzantské říši a byl první, kdo použil na své vlajce dvojramenný kříž jako symbol Maďarska (Uherska). Tím byl hotov základ dodnes platného uherského/maďarského znaku, složeného právě z dvojramenného kříže a ze stříbrných pruhů na rudém pozadí, což byl znak Arpádovců. Bélova dcera Konstancie se provdala za Přemysla Otakara I., čímž se stala pramáti posledních přemyslovských králů. Za Bélovy vlády byl také kanonizován Ladislav I. (1192).

## 13. století
Za svého nástupce zvolil Béla III. svého staršího syna Emericha (1196–1204), který ale musel přepustit některá území v Chorvatsku a Dalmácii svému bratru Ondřeji, který se proti němu bouřil. Král Emerich se oženil s Konstancií z rodu barcelonských hrabat a aragonských králů, jeho rodová linie však záhy vymřela. Jeho syn král Ladislav III. vládl jen krátce (1204–05) a zemřel ještě jako dítě.
Moci se chopil jeho strýc Ondřej II. (1205–1235). Jeho vláda trvala dosud nejdéle od dob Štěpána I., ale byla poznamenaná neustálými vnitřními konflikty, které vygradovaly roku 1222, kdy byl Ondřej II. donucen vydat tzv. zlatou bulu, kterou uděloval rozsáhlá privilegia šlechtě a omezoval svou vlastní moc. Za jeho vlády byla jeho dcera Alžběta Durynská kanonizována. Po jeho smrti na jeho místo nastoupil jeho syn Béla IV. (1235–1270).
Jemu jako vážnému a zodpovědnému panovníkovi se podařilo konsolidovat královskou moc, ale vzápětí musel čelit ničivému mongolskému vpádu (1241–42), který zanechal Uhersko v troskách. Pak však Tataři odtáhli a král měl možnost znovu pracovat na obnově říše. Posílil obranu hranic a udělil řadě sídel městská práva, zejména v severní části země (Horní Uhry). V zájmu znovuosídlení vylidněných oblastí v uherské nížině pozval do země zahraniční kolonisty (německé, slovanské, kumánské). Snažil se o rozšíření moci západním směrem a načas ovládl Štýrsko, ale pak byl v boji o něj poražen Přemyslem Otakarem II. Dvě z jeho dcer byly kanonizovány (Markéta Uherská a Kinga Polská). Koncem svého života a vlády Béla IV. bojoval s odbojností svého syna a následníka Štěpána V., byť mu už roku 1246 přiznal titul mladšího krále a dal do správy území na východě země.
Když Štěpán V. (1270–72) nastoupil na trůn, řada stoupenců jeho otce emigrovala do Čech, ale po Štěpánově brzké smrti se zase vrátili. Na trůn nastoupil jeho nezletilý syn Ladislav IV. Kumán (1272–90, fakticky vládl od roku 1277). Tento po matce potomek kočovných Kumánů upřednostňoval na dvoře pohanské zvyky své kumánské družiny, pročež působil četné skandály a byl několikrát exkomunikován. Za jeho vlády došlo ke značnému úpadku královské moci a parcelaci Uherska na území pod vlivem jednotlivých nejmocnějších šlechticů (magnátů). Ladislav IV. byl nakonec roku 1290 zavražděn (paradoxně) kumánským atentátníkem. Jeho sestra Anna byla provdána za byzantského císaře Andronika II. Palaiologa a přes svou časnou smrt stihla porodit následníka. Potomky Štěpána V. tak skrze ni byla řada byzantských císařů až po posledního Konstantina XI.
Po Ladislavově smrti se nejprve soudilo, že dynastie vymřela, protože jediným pozůstalým Arpádovcem v mužské linii byl Ondřej, syn Štěpána, svými bratry neuznaného pohrobka Ondřeje II. Nakonec však byl Ondřej III. (1290–1301) přece korunován a většina šlechticů jeho volbu uznala. Nepodařilo se mu však obnovit jednotu země a zlomit moc magnátů, ani zplodit mužského následníka. Když 14. ledna 1301 zemřel, téměř přesně 300 let od korunovace Štěpána I., definitivně vymřel rod Arpádovců po meči. Jeho dcera Alžběta Arpádovna, poslední přímý člen rodu, zemřela roku 1338.

## Nástupci
Nárok na uherskou korunu po vymření Arpádovců uplatnili zejména anjouovští potomci Marie, dcery Štěpána V., kteří vládli během 14. století. Téměř všichni uherští panovníci po roce 1301 byli potomky Štěpána V. (Anjouovci, Habsburkové), nebo alespoň Bély IV. (Přemyslovci, Lucemburkové, Jagellonci), vedle toho zpravidla měli arpádovské předky i v dalších liniích. Zcela mimo dynastii stál paradoxně pouze zvolený „domácí“ král Matyáš Korvín.

## Rodokmen
Níže je uveden rodokmen všech uherských panovníků z dynastie Arpádovců, tj. Arpáda a jeho potomků, plus Petr Orseolo a Samuel Aba, kteří si vzali sestry Štěpána I. Jména panovníků jsou napsána tučně, za nimi jsou uvedeny roky jejich vlády.
- Ügyek
  - Almoš
    - Arpád 895 – 907
      - Jutoča
        - Fajs 950 – 955

      - Zoltán 907 – 950
        - Takšoň 955 – počátek 70. let. 10. stol.
          - Gejza počátek 70. let 10. stol. – 997
            - Štěpán I. 997 – 1038
              - Emerich

            - Grimelda ∞ Petr Orseolo 1038 – 1041, poté 1044 – 1046
            - dcera ∞ Samuel Aba 1041 – 1044

          - Michal
            - Vazul
              - Ondřej I. 1046 – 1060
                - Šalamoun I. 1063 – 1074 (1081)[pozn. 1]

              - Béla I. 1060 – 1063
                - Ladislav I. 1077 – 1095
                - Gejza I. 1074 – 1077
                  - Koloman 1095 – 1116
                    - Štěpán II. 1116 – 1131

                  - Almoš
                    - Béla II. 1131 – 1141
                      - Ladislav II. 1162 – 1163
                      - Štěpán IV. 1163 – 1165[pozn. 2]
                      - Gejza II. 1141 – 1162
                        - Štěpán III. 1162 – 1172
                        - Béla III. 1172 – 1196
                          - Emerich 1196 – 1204
                            - Ladislav III. 1204 – 1205

                          - Ondřej II. 1205 – 1235
                            - Štěpán Pohrobek
                              - Ondřej III. 1290 – 1301

                            - Béla IV. 1235 – 1270
                              - Štěpán V. 1270 – 1272
                                - Ladislav IV. 1270 – 1290